# Coleophora cyrniella
Coleophora cyrniella é uma espécie de mariposa do gênero Coleophora pertencente à família Coleophoridae.